# 녹화 (조원술)

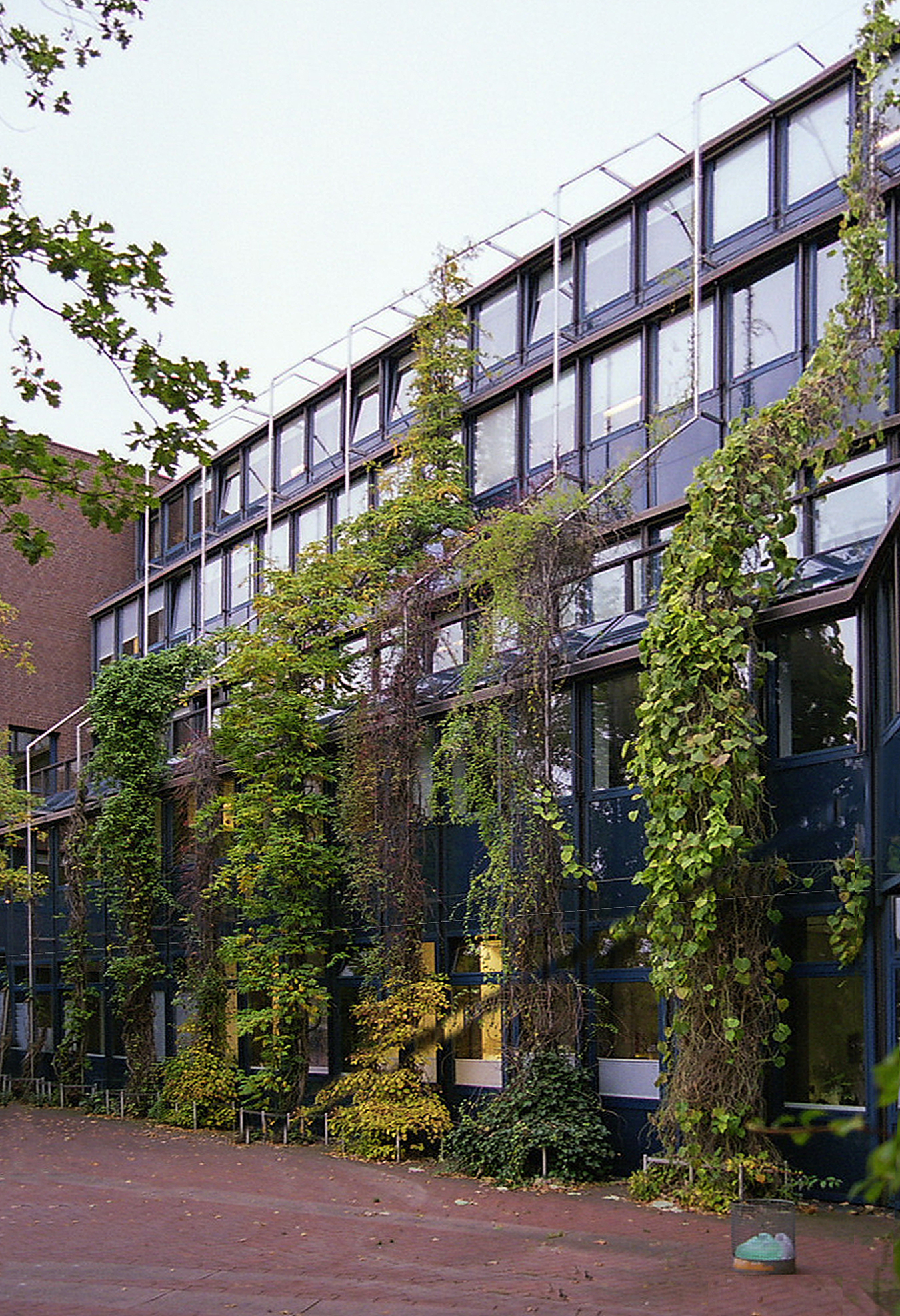

녹화 또는 그리닝(greening)은 생활 환경은 물론 공간, 라이프스타일, 브랜드 이미지와 같은 인공물을 보다 환경 친화적인 버전으로 변화시키는 과정이다(예: '집 녹화' 또는 '사무실 녹화'). 녹화 행위는 일반적으로 집, 직장, 일반적인 생활 방식과 같은 환경에 보다 환경 친화적인 시스템을 통합하는 것을 포함한다.
녹화는 또한 건물 위, 내부 또는 옆과 공공 공원에 식물을 적절하게 선택하고 심는 것을 가리키는 일반적인 용어이다. 녹화의 목표는 일반적으로 환경적 이점과 그린월, 녹색 옥상 등 표면의 시각적 디자인 개선과 녹지 공간 조성을 결합하는 것이다. 이를 위해서는 일반적으로 토공사 또는 등산 공장 지원과 같은 기술적 조치가 필요하다. 또한 녹색 환경을 유지하려면 일반적으로 영구적인 관리와 관개가 필요하다. 도로변 녹화와 같은 일부 지역에는 녹화 계획 및 실행에 대한 규범적 요구 사항이 있다. 토양 생명공학에서는 기술적 기능을 갖춘 식물이 필요할 수 있다.
보상 조치의 일부인 더미 재개발, 조림, 경작 임업의 경우 식목 식재와 같은 조치는 녹화와 구별된다. 전문적인 용어로 농작물을 파종하거나 심는 것을 작물 재배라고도 하며 때로는 밭 재배라고도 한다.
사막을 녹화하는 일은 특히 어려운 일이다. 지속 가능하다면 건조한 지역의 경제 발전을 위한 가장 효과적인 조치이며, 지구 온난화를 줄이고 지역 기후도 개선한다. 네게브의 이스라엘 국가는 오랫동안 이 분야의 선구자였다. 1991년부터 2011년까지 독일 산림청의 지원을 받아 사막 도시 베르셰바에 450,000그루의 나무를 제공한 프로젝트이다. 또 다른 주요 재삼림화(녹화) 프로젝트는 삼북방호림으로, 이는 중화인민공화국 북부와 서부 전체 지역의 증가하는 황폐화를 줄이는 것을 목표로 한다.

## 같이 보기
- 골목
- 조림 (활동)
- 그린워싱
- 환경계획